# دومينغو تيخيرا
دومينغو تيخيرا (بالإسبانية: Domingo Tejera) (22 يوليو 1899 – 30 يونيو 1969) لاعب كرة قدم أوروغواياني كان يجيد اللعب في خط الدفاع . ساهم في حصول منتخب الأوروغواي على الميدالية الذهبية في دورة الألعاب الأولمبية 1928 التي أقيمت في العاصمة الهولندية أمستردام وبطولة كأس العالم لكرة القدم 1930 التي استضافتها بلاده . لعب طوال مسيرته الرياضية في نادي واحد وهو مونتيفيديو واندررز .

## روابط خارجية
- دومينغو تيخيرا على موقع الاتحاد الدولي (مؤرشف)  (الإنجليزية)
- دومينغو تيخيرا على موقع قاعدة بيانات كرة القدم.إي يو (الإنجليزية)
- دومينغو تيخيرا على موقع ناشيونال فوتبول تيمز (الإنجليزية)
- دومينغو تيخيرا على موقع عالم كرة القدم.نت (الإنجليزية)
- دومينغو تيخيرا على موقع اللجنة الأولمبية الدولية (الإنجليزية)
- دومينغو تيخيرا على موقع أوليمبيديا (الإنجليزية)